# Iglesia de la Asunción de Nuestra Señora (Vistabella del Maestrazgo)
La iglesia parroquial de la Asunción de Nuestra Señora de Vistabella del Maestrazgo (Provincia de Castellón, España) se sitúa al final de la calle Mayor donde se abre la plaza de la Iglesia. Es uno de los mejores templos de un largo episodio arquitectónico que se desarrolla en la arquitectura valenciana desde finales del siglo XVI hasta mediados del siglo XVII, y de que son buen ejemplo las parroquiales de Vilafranca, Trasguera, La Jana, Xert, Canet lo Roig, entre otras. En todas ellas el lenguaje y el orden renacentista se combina con soluciones constructivas de tradición gótica, como la bóveda de crecería.

## Descripción

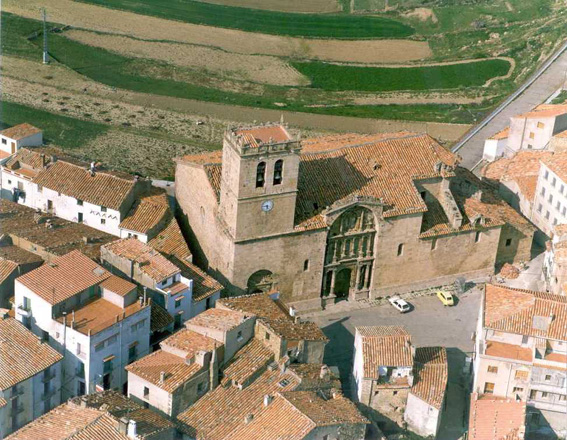
Iglesia de la Asunción de Nuestra Señora.

La iglesia es de tres naves, con presbiterio ochavado y deambulatorio, quedando su planta inscrita en un rectángulo. Posee una nave central y dos laterales, de cinco tramos y el último de la central se cierra formando ábside poligonal. Detrás un deambulatorio cubierto con bóveda de cañón. Se cubre con bóvedas de crecería, que son simples en las naves laterales, y con terceletes en la central y capillas de la cabecera, y con terceletes, ligaduras y cadenas en el ábside. El deambulatorio queda cubierto en sus tres tramos por dos bóvedas de crecería diferentes (una de ellas rota por el lucernario barroco, a modo de transparente) y una bóveda de casetones. Tiene la torre situada a los pies, y dos capillas y sacristías en la cabecera. La portada principal se dispone a modo de fachada retablo de tres pisos y se alberga bajo un nicho que se cierra por un arco apuntado. La situada a los pies y bajo la torre queda protegida asimismo por un nicho que se cierra por un arco de medio punto. 
La torre-campanario se levanta sobre el ángulo sudoeste del cuerpo principal. Es de planta rectangular. Sus paramentos de ángulo son prolongación de los muros lateral y testero del edificio. Presenta un cuerpo superior de campanas, rematado por ático perimetrado con antepecho apilastrado. La fábrica es de sillería a excepción del muro del evangelio.